# 克洛方丹
克洛方丹（法語：Clos-Fontaine，法語發音：[klo fɔ̃tɛn] ⓘ）是法国塞纳-马恩省的一个市镇，属于普罗万区。

## 地名
“方丹”（fontaine）意为“泉”。法语地名通名在“枫丹白露”（Fontainebleau）等少数拥有传统译名的地名中译作“枫丹”，不过在《世界地名翻译大辞典》、《世界地名译名词典》和《法国地图册》等主流地名译名类书籍资料中多译作“方丹”。

## 地理
克洛方丹（48°36'25"N, 3°0'58"E）面积5.97 平方千米，位于法国法蘭西島大區塞纳-马恩省，该省份为法国北部内陆省份，北起瓦兹省，西接埃松省、马恩河谷省、塞纳-圣但尼省和瓦兹河谷省，南至卢瓦雷省，东南接约讷省，东临马恩省和奥布省，东北接埃纳省。
与克洛方丹接壤的市镇（或旧市镇、城区）包括：基耶尔、布里地区拉克鲁瓦、加斯坦、格朗皮-巴伊-卡鲁瓦。
克洛方丹的时区为UTC+01:00、UTC+02:00（夏令时）。

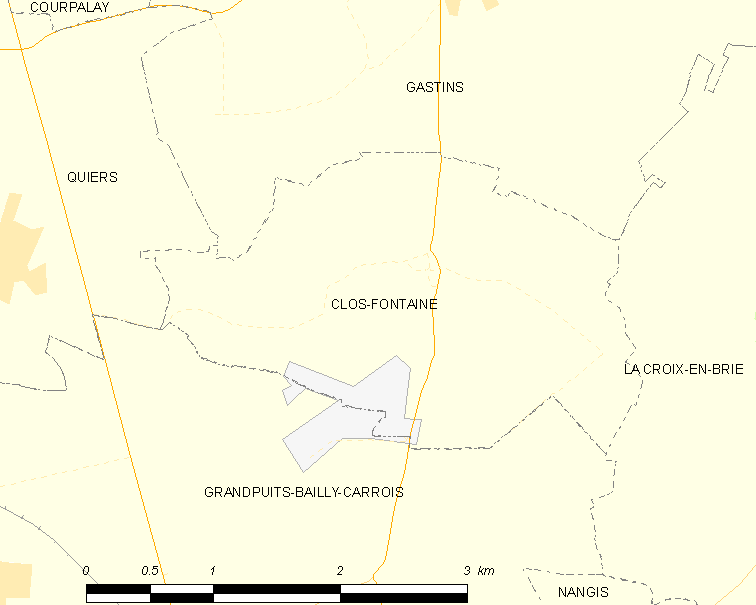
克洛方丹的OSM定位图

## 行政
克洛方丹的邮政编码为77370，INSEE市镇编码为77119。

## 政治
克洛方丹所属的省级选区为楠日县。

## 人口

1962-2008年间克洛方丹人口变化图示

克洛方丹于2022年1月1日时的人口数量为235人。